# Stella Aviation Academy

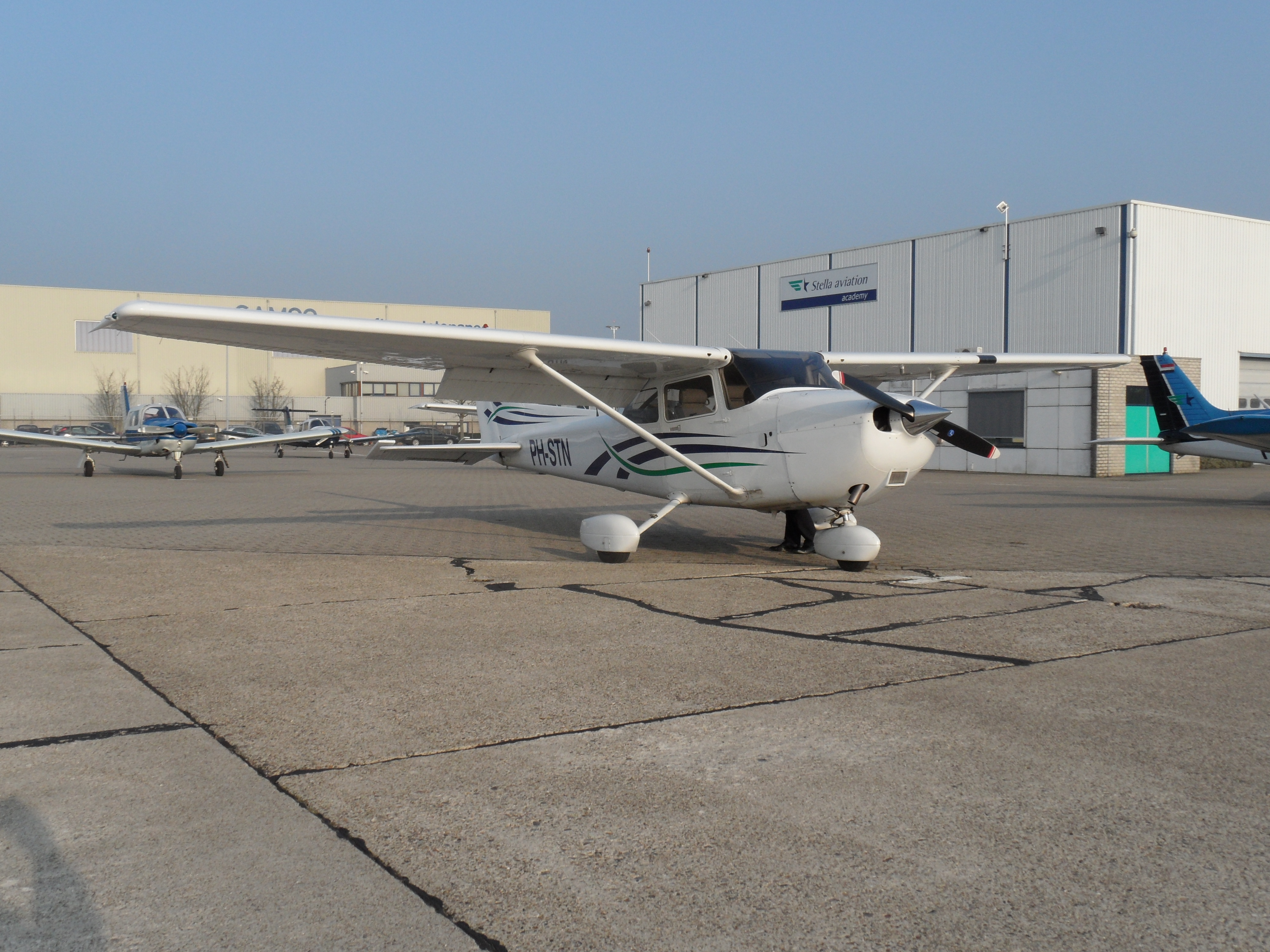
Een Cessna 172 van Stella Aviation Academy

Stella Aviation Academy (SAA) was een vliegschool in Nederland. De hoofdvestiging bevond zich op vliegveld Teuge.

## Geschiedenis
De vliegschool werd opgericht in 1982 als Vliegschool Rob van de Sigtenhorst maar fungeerde later onder de naam Stella Aviation Academy als zelfstandig bedrijf binnen de Steltenberg Groep, die de school had overgenomen.
De vliegschool begon met 18 studenten. In 2010 waren er in totaal 350 studenten op de vliegscholen in Nederland, Turkije en de Verenigde Staten. In 2011 liep het aantal studenten echter fors terug. Op 28 augustus 2014 vroeg de school uitstel van betaling aan, nadat de ABN Amrobank de kredietverlening had gestaakt. Op 3 september 2014 werd het faillissement uitgesproken.

## Locaties
Stella Aviation opereerde vanaf verschillende locaties in Europa:
- Vliegveld Teuge (hoofdvestiging)
- Maastricht Aachen Airport
- Groningen Airport Eelde
- Luchthaven Istanbul Atatürk
- Luchthaven Dalaman

## Vloot
Stella Aviation beschikte in totaal over 37 vliegtuigen, waarvan een aantal volledig in eigendom waren.
De vloot bestond uit de volgende toestellen:
- Cessna 150
- Cessna 152
- Cessna 172 (Diesel)
- Cessna 172 (Injectie)
- Piper Arrow PA28 (Turbo/Non Turbo)
- Piper Seminole PA44
- Piper Seneca III PA34-220T